# 1942 год в литературе

## События
Немецкий писатель Томас Манн эмигрирует в США

## Премии

### Международные
- Нобелевская премия по литературе — не присуждалась

### СССР
- Сталинская премия в области литературы:
  - Художественная проза:
    - Первая степень: Илья Эренбург за роман «Падение Парижа», Василий Ян за роман «Чингисхан».
    - Вторая степень: Анна Антоновская за роман «Великий моурави», Сергей Бородин за роман «Дмитрий Донской».

  - Поэзия:
    - Первая степень: Николай Тихонов за поэму «Киров с нами».
    - Вторая степень: Самуил Маршак за стихотворные тексты к плакатам и карикатурам.

  - Драматурия:
    - Первая степень: Александр Корнейчук за пьесу «В степях Украины», Константин Симонов за пьесу «Парень из нашего города».
    - Вторая степень: Самед Вургун за пьесу «Фархад и Ширин».

### США
- Пулитцеровская премия в категории художественное произведение, написанное американским писателем,— Эллен Глазгоу, «В этом наша жизнь»
- Пулитцеровская премия в категории поэзия— Уильям Роз Бене, The Dust Which Is God
- Пулитцеровская премия в категории драматического произведения для театра— не присуждалась

### Франция
- Гонкуровская премия — Марк Беррод, «Похожие на детей»
- Премия Ренодо — Робер Гайяр, Les Liens de chaîne
- Премия Фемина — не присуждалась

## Книги

### Романы
- «Зубы дракона» — роман Эптона Синклера.
- «Не жалейте флагов» — роман Ивлина Во.
- «Сойди, Моисей» — роман Уильяма Фолкнера.
- «Труп в библиотеке» — роман Агаты Кристи.
- «Человек без свойств» — роман Роберта Музиля.

### Повести
- «Письма Баламута» — повесть Клайва Льюиса.
- «Посторонний» — повесть Альбера Камю.

### Малая проза
- «Фунес памятливый» — рассказ Хорхе Луиса Борхеса.

## Родились
- 2 марта — Джон Ирвинг, американский писатель.
- 1 апреля — Сэмюэль Дилэни, американский писатель-фантаст.
- 15 апреля –  Галина Забазнова, украинская и советская поэтесса и писательница.
- 2 августа — Исабель Альенде, чилийская писательница.
- 23 октября — Майкл Крайтон, американский писатель-фантаст.
- 6 декабря — Петер Хандке, австрийский писатель и драматург.

## Скончались
- 14 января — Порфирио Барба Якоб, колумбийский поэт и прозаик (родился в 1883).
- 22 февраля — Стефан Цвейг, австрийский писатель (родился в 1881).
- 24 апреля — Люси Мод Монтгомери, канадская писательница (родилась в 1874).
- 21 июня –  Татул Гурьян, армянский советский поэт.
- 14 июля — Ниль Дофф, бельгийская писательница (родилась в 1858).
- 15 сентября — Северино Рейес, филиппинский писатель и драматург (родился в 1861).
- 23 декабря — Константин Бальмонт, русский поэт-символист (родился в 1867).
- Казыбек Мамбетимин уулу, киргизский поэт (родился в 1901).